# Nord 3202
Nord Aviation 3202 byl francouzský vojenský cvičný letoun vzniklý v 50. letech 20. století u společnosti Nord Aviation v odpověď na požadavek Francouzské armády na dvoumístný letoun pro základní výcvik, který by nahradil dvouplošník Stampe SV.4. Bylo postaveno celkem 101 exemplářů, z nichž prvý vzlétl 17. dubna 1957.

## Konstrukce
Typ Nord 3202 byl samonosný celokovový dolnoplošník s pevným podvozkem a pístovým řadovým motorem instalovaným v přídi. Krytý kokpit tandemového uspořádání byl dvoumístný, s místem pro pilotního žáka na předním sedadle a instruktora na zadním.

## Použití

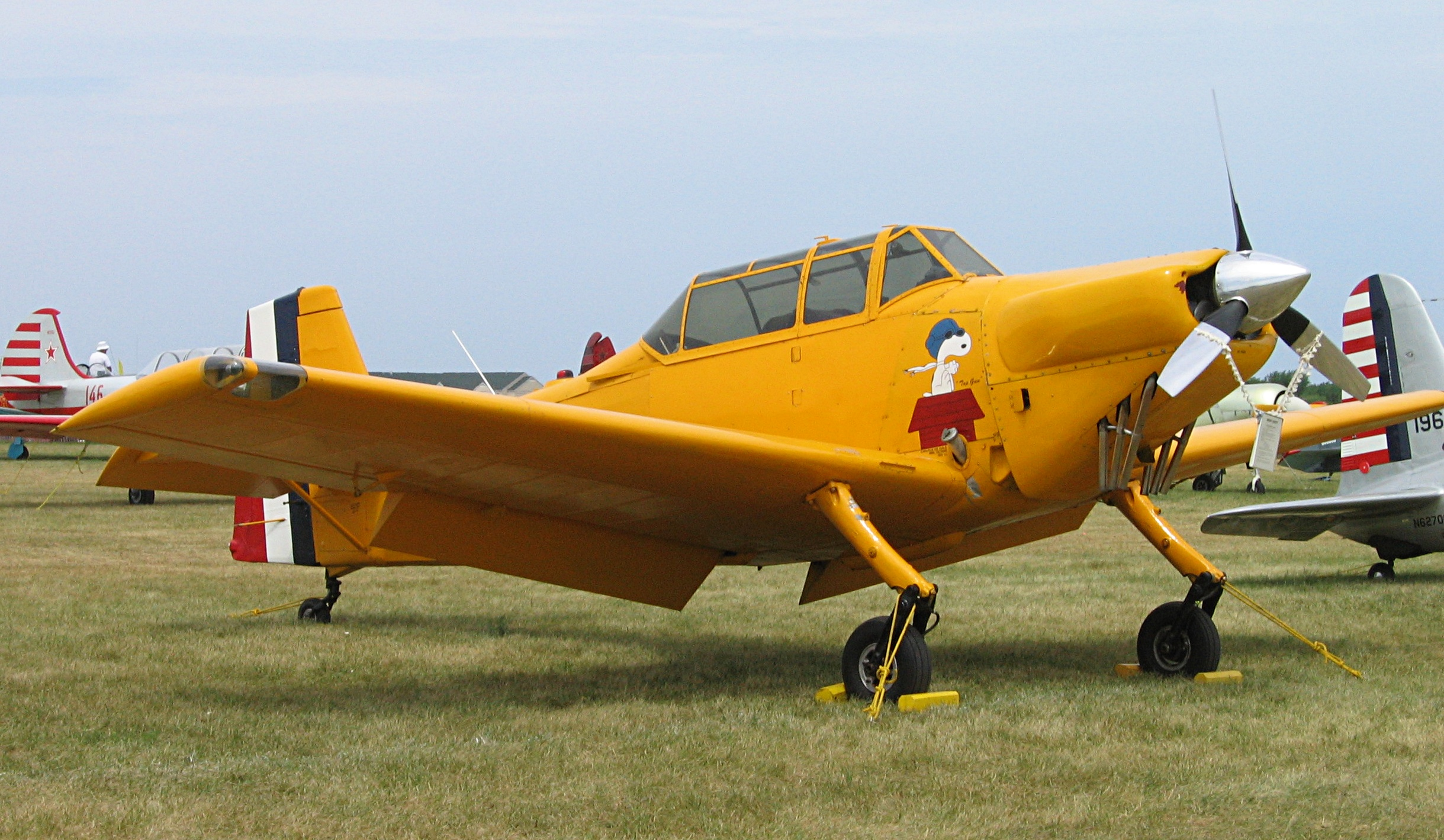
Modifikovaný Nord 3202 s šestiválcovým motorem Lycoming na leteckém setkání Airventure 2006

Nord 3202 byl užíván zejména jako vojenský cvičný letoun. Po vyřazení z vojenské služby byly mnohé exempláře prodány na civilním trhu, včetně exportu několika kusů do USA.

## Varianty
Nord 3200
Prototyp s motorem Salmson 8AS04 o výkonu 240 hp (179 kW)
Nord 3201
Prototyp s motorem Régnier 4L22 o výkonu 170 hp (127 kW).
Nord 3202
Sériový letoun s motorem Potez 4D32 vzniklý v počtu 50 kusů.
Nord 3202B
Sériový letoun s motorem Potez 4D34 o výkonu 260 hp (194 kW) vzniklý v počtu 50 kusů.
Nord 3202B1B
Označení exemplářů přestavěných společností Aérospatiale pro soutěžní použití akrobatickou skupinou Patrouille de l'Aviation légère de l'Armée de terre. Úpravy zahrnovaly zvětšení křidélek, nový podvozek, snížení hmotnosti a stavitelnou vrtuli.
Nord 3212
Označení pro letouny Nord 3202 vybavené radiokompasem a dalším vybavením pro výcvik letu podle přístrojů.

## Uživatelé
- Francie
  - Aviation légère de l'Armée de terre

## Specifikace

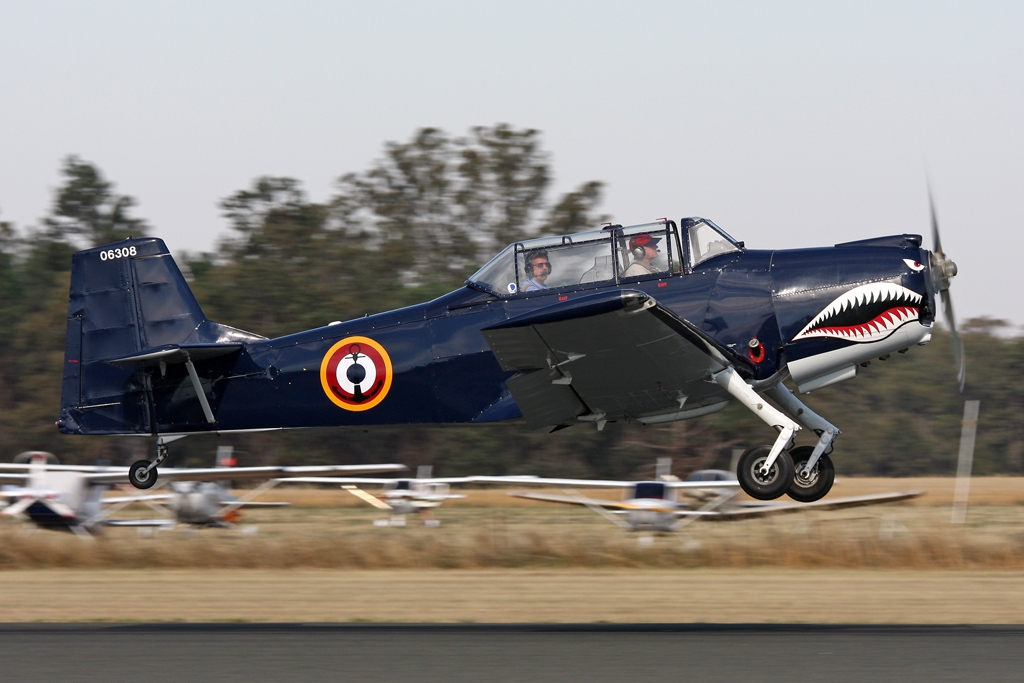
Nord 3202

Údaje platí pro variantu N 3202

### Hlavní technické údaje
- Osádka: 2 (instruktor a žák)
- Rozpětí: 9,50 m
- Délka: 8,12 m
- Výška: 2,82 m
- Nosná plocha: 16,26 m²
- Prázdná hmotnost: 824 kg
- Vzletová hmotnost: 1 220 kg
- Pohonná jednotka: 1 × vzduchem chlazený čtyřválcový řadový motor Potez 4D32 pohánějící dvoulistou vrtuli o průměru 2,25 m
- Výkon pohonné jednotky: 180 kW (240 k)

### Výkony
- Maximální rychlost: 260 km/h
- Dolet: 1 000 km